# Teologia della comunicazione
La teologia della comunicazione è la disciplina che studia il contenuto della teologia e della prassi della Chiesa cattolica, secondo le categorie proprie della comunicazione. Essa si è sviluppata nell'ambito della teologia pastorale, anche grazie all'attenzione che il Concilio Vaticano II ha mostrato nei confronti dei mezzi di comunicazione, con il documento Inter Mirifica.
Prima di poter parlare di teologia della comunicazione, occorre approfondire i concetti di teologia e comunicazione con le affinità e i vari conflitti. Lo spunto per tale riflessione nasce dal presupposto che essendo la comunicazione una realtà estremamente complessa ma nello stesso tempo autonoma, non può essere riassorbita da altre discipline e in particolare dalla teologia; ciò però non significa che non possa fornire a queste un notevole contributo, sia a livello di metodo, sia a livello di principi, sia a livello di riflessione teoretica.
In questa prospettiva occorre prima cosa definire i concetti di base e cioè la comunicazione stessa e la teologia, per poi passare ad esaminare le obiezioni che possono sorgere ad un discorso di inter-relazione tra le due e la possibilità di contestazione a tali obiezioni. Naturalmente si tratta di un discorso che non si vuole porre come risolutivo, ma come provocativo e che perciò più che fornire delle risposte definitive vuole invitare ad indirizzare l'attenzione e far nascere degli interrogativi in questo ambito di ricerca.

## Che cos'è la comunicazione?
Tutti comunichiamo e per esperienza tutti sappiano cosa significa comunicare. Gli studiosi individuano in essa varie caratteristiche, diversi settori, svariate qualità. Abbiamo una comunicazione parlata e non parlata, trans-spaziale o trans-temporale, unilaterale, bilaterale o multilaterale, diretta, mediata, sensoriale. Possiamo dire che essa è un processo, ma poi ci rendiamo conto che può anche porsi come azione o delinearsi come situazione o può essere le tre cose simultaneamente.
La comunicazione è una componente essenziale del mondo creato: in linguaggio teologico possiamo affermare che il fatto, l'esperienza, la pratica della comunicazione appartengono alle realtà terrene. La comunicazione ha quale soggetto agente e protagonista l'uomo o gli uomini che comunicano. È conseguentemente, una realtà terrena, ma più vicina alle realtà culturali che a quelle meramente naturali, più caratteristica della storia umana che della creazione cosmica. Non possiamo immaginare l'uomo senza la comunicazione, né, tantomeno, è possibile pensare il progresso storico dell'umanità senza la comunicazione.

### La comunicazione nel senso etimologico
La parola "comunicazione" deriva da un'antichissima radice sanscrita (com, con il senso di "mettere in comune" successivamente evoluta nel latino communis (comune) composto dall'unione di cum (insieme) e munis (obbligazione, debito, dono). Vi è dunque in questa parola un elemento che richiama la reciprocità, il vincolo collettivo, in ultima analisi il sentimento fondativo del vivere sociale: si nota immediatamente che si tratta della stessa radice della parola "comunità" e non a caso i due termini ricorrono spesso assieme. "Comunicare" significa quindi anche "condividere" e la comunicazione può essere considerata perfino come uno dei rituali attraverso i quali riproduciamo costantemente il "collante" della società. Concepire la comunicazione come communis, come condivisione, rappresenta un ritorno all'uso che per secoli si è fatto di questa parola: pensiamo alla comunicazione nel senso antico di "comunione eucaristica" del cristianesimo.

### La comunicazione come processo
Se consideriamo la comunicazione dal punto di vista del processo, facciamo riferimento a quel momento in cui una certa informazione che fa parte del patrimonio interiore dell'emittente (idee, sentimenti, dati di coscienza, stati d'animo), viene in qualche modo oggettivata tramite la scrittura, la parola, l'immagine e con una certa intenzione (conscia o inconscia) inviata a un ricevente che in qualche modo assorbe questa informazione come parte del suo patrimonio personale.

### La comunicazione come azione
Se consideriamo la comunicazione come azione, andiamo a prendere in esame il fatto che una certa informazione viene inviata dall'emittente al ricevente, non più attraverso un qualcosa oggettivato e delimitato ma attraverso un progetto operativo nel quale la comunicazione passa, in primo luogo attraverso la mobilità corporale e in secondo luogo attraverso i risultati che si ottengono tramite le azioni.

### La comunicazione come situazione
Se invece la prospettiva è quella della comunicazione come situazione, il nostro referente è l'esistenza dell'uomo in un mondo in cui ci sono altre persone con le quali inevitabilmente entra in relazione con l'espressione del volto, con il modo di vestire, con l'essere in un luogo invece che in un altro. La nostra realtà fisica è espressione agli altri di ciò che noi siamo (...) e ci rende partecipi come di un flusso di comunicazione da cui non possiamo estraniarci.

### Una definizione tipologica della comunicazione
Se cerchiamo di darne una definizione tipologica possiamo poi evidenziare che la comunicazione può essere di tipo interiore: l'essere umano stabilisce una comunicazione con se stesso e attraverso questo dialogo interiore che progredisce nella conoscenza di se stesso e nella ricerca di una soluzione ai suoi problemi personali.

### Il criterio funzionale della comunicazione
Se cerchiamo di definirla in base a un criterio funzionale vediamo che: essa serve ad informare (è alla base del raccoglimento di quelle notizie e di quei fatti che ci mettono poi in grado di comprendere la realtà in cui siamo situati), a permettere la socializzazione tra gli uomini a perseguire gli obiettivi che ogni uomo e ogni gruppo si propone, a promuovere le scelte personali, a fornirci la chiave d'accesso alla discussione e al dialogo, a permettere la divulgazione del sapere e in questo modo a contribuire alla formazione delle persone, a stimolare l'immaginazione individuale e collettiva che è alla base di ogni forma di progresso, a rendere possibile per l'uomo il divertimento (sport, musica, danza), a vincere la solitudine.

### Conclusione
La conseguenza di ciò è, che in quanto oggetto di ricerca scientifica essa deve necessariamente
porsi come un'area multi-disciplinare e inter-disciplinare. Il suo orizzonte di connotazione in realtà si definisce come un orizzonte aperto, poiché coincide con quello dell'uomo stesso. Perciò nel momento in cui andiamo a focalizzare la nostra attenzione sulla comunicazione dobbiamo prendere coscienza de fatto che possiamo assumere una prospettiva, toccarne alcuni aspetti, ma sempre tenendo presente che ciò avviene all'interno di un insieme che alla stessa maniera dell'ameba cambia continuamente la sua forma e ingloba tutto ciò che è inglobabile dell'essere uomo per proiettarlo poi in un processo dinamico di tensione alla trascendenza del Mistero.

## Che cos'è la Teologia?
Abbiamo cercato di rispondere alla domanda su cos'è la comunicazione nei suoi aspetti; adesso daremo una risposta alla domanda che cos'è la teologia? A questa domanda posta migliaia di volte possiamo dare molte risposte in cui si rispecchiano tutti gli interessi, le preferenze e i punti di vista possibili. Anche il dare una definizione di che cos'è la teologia non è una cosa facile. 

### Linee generali della teologia
In linee molto generali la teologia, come dice la parola stessa, è il parlare di Dio. Ma non si tratta del semplice parlare per il gusto di discutere, così come si parla del tempo per riempire i vuoti tra una conversazione e l'altra. La teologia è una scienza, implica un parlare scientifico, razionale e sistematico. 
Si tratta di un parlare possibile perché a rivelarsi è stato Dio stesso, quel Dio che si è fatto conoscere dagli uomini entrando in relazione con loro. 
Si tratta quindi di un parlare di Dio, ma nella sua relazione all'essere vivente e all'esistere dell'uomo nel mondo. Inoltre questa rivelazione, questo parlare di Dio è comprensibile solo se ci si apre ad una dimensione di fede che non solo deve essere vissuta, ma anche testimoniata. Si tratta perciò del parlare di Dio da parte di uomini ad altri uomini. Un parlare che nasce da una esperienza di fede e che non è finalizzato ad un aumento di conoscenze su Dio ma a dare le ragioni della nostra fede, a un discorso di crescita nella fede, di condivisione, di aiuto e soprattutto ad un cambiamento integrale della persona che si deve manifestare concretamente in una prassi di vita.
La teologia è un'area specifica del sapere. È un "discorso su Dio"; Dio è, effettivamente, l'oggetto principale della teologia; nessuno, tuttavia, ha mai visto Dio: non è possibile infatti una sua diretta conoscenza. L'uomo può avvicinarsi a Dio e al discorso su Dio solo attraverso le realtà storiche. Il mondo creato e la storia sono mediazioni della rivelazione divina e della conoscenza di Dio. Per questa ragione la teologia non è solo un discorso su Dio. In questo senso qualunque realtà creata, sia che si tratti di una realtà culturale, è oggetto della riflessione teologica, benché si tratti di un oggetto indiretto e secondario del sapere teologico.

## Il mistero del rapporto tra teologia e comunicazione
Per la teologia della comunicazione, il comunicare è nella sua essenza un Mistero: il mistero di un io che si apre al mistero di uno o più tu, il mistero di un io che si scopre come qualcosa di più di semplice materia, come capace di trascendere quelle coordinate definite che lo limitano: lo spazio, il tempo e di aprirsi all'infinito, attingendo da esso. In questo senso il Mistero dell'Incarnazione di Cristo è fondativo per la fede cristiana: Dio ha comunicato attraverso il suo Figlio nella nuova Alleanza il suo progetto di salvezza.
Il comunicare di Dio è in stretto rapporto con il comunicare dell'uomo nell'oggi della storia.
Per la teologia della comunicazione, possiamo dire che in quanto alla comunicazione intratrinitaria, mai l'uomo sarebbe riuscito a scoprire l'intimità di Dio se questo non si fosse manifestato o rivelato. Per questo motivo è necessario riferirsi alla rivelazione per cercare e per conoscere i fondamenti trinitari della comunicazione. Il Dio della fede cristiana si è rivelato come un Dio trinitario, nel quale coincidono l'unità e la pluralità, un solo Dio e tre persone, il Padre, il Figlio e lo Spirito Santo. Questa verità che conosciamo fin dal catechismo non è indifferente per una teologia della comunicazione: al contrario, ne costituisce la base dottrinale. Solo a partire dalla comunicazione intratrinitaria si può comprendere il progetto di comunione e comunicazione che definisce la vocazione dell'umanità secondo la fede cristiana; solo a partire dalla comunione intratrinitaria si può comprendere il valore e il significato della comunione umana. Il Dio cristiano non è un Dio solitario e isolato: è uno, ma non è solo. È un Dio trinitario, comunitario, nel quale esistono simultaneamente tre persone implicate in modo essenziale. Più correttamente l'unità delle tre Persone risiede nella comunione o comunicazione che si crea tra queste. La comunione è un rapporto caratteristico delle persone: solo gli esseri personali si possono unire, aprirsi gli uni agli altri ed essere uno per tutti; in ciò consiste la comunicazione. L'unione tra le tre Persone divine non sopprime la differenza e l'individualità di ognuna di esse; anzi, l'unione presuppone la differenza. Per la comunicazione reciproca le tre Persone costituiscono l'unico Dio-amore.
La teologia della comunicazione è azione della Chiesa attenta al dato di fede, ma anche al dato delle scienze umane ed in particolare delle scienze delle comunicazioni. La teologia della comunicazione si occupa in modo diretto specifico dell'agire clericale. La teologia della comunicazione non si occupa della TV, dei registratori, ma dell'azione ecclesiale in un tempo fortemente caratterizzato dalla presenza dell'azione dei media.
Il genetico teologia della comunicazione non è un genitivo oggettivo ma soggettivo, perché se fosse oggettivo, l'oggetto materiale sarebbe la comunicazione, mentre l'aspetto formale il modo di comunicarsi di Dio.
Il rapporto di alterità della ragione rispetto alla fede riproduce così in sostanza il rapporto di alterità radicale fra il mondo e Dio, la natura e la grazia, la storia e l'eschaton, per cui il credere, pur portando a compimento il conoscere, richiede il sacrificio dell'intelletto, la sua kenosi e la sua crocifissione, in termini sempre pascaliani il rischio della scommessa, con la relativa critica alle ontoteologie di sempre e alla loro pretesa di raggiungere il Dio di Gesù Cristo. Ed è proprio la mediazione cristologica, la sua unicità e universalità che determina la necessità del salto della ragione verso la fede, in una prospettiva secondo la quale prove metafisiche di Dio sono così lontane dal modo di ragionare dell'uomo e così complicate, che colpiscono poco; e quand'anche servissero ad alcuni, servirebbero solo per il momento in cui essi riescono a cogliere tale dimostrazione; ma un'ora dopo temeranno di essersi sbagliati. Quod curiositate cognoverunt superbia amiserunt. Questo è ciò che produce la conoscenza intorno a Dio ottenuta senza Gesù Cristo:
comunicare, senza mediatore, con il Dio che si è conosciuto senza mediatore. All'opposto, quelli che hanno conosciuto Dio per mezzo di un mediatore, riconoscono la loro miseria».
Ci possono essere due eccessi, a cui bisogna porre molta attenzione: escludere la ragione, accettare solo la ragione e se «si sottopone ogni cosa alla ragione, la nostra religione non avrà nulla di misterioso e di soprannaturale. Se si rifiutano i principi della ragione, la nostra religione sarà assurda e ridicola».
La fede come atto metastorico, svincolato e libero sia dagli artifizi della ragione speculativa come dalle erudizioni storiche e storiografiche, solo essa, consente la contemporaneità col paradosso che è Cristo stesso. L'atto di fede però, richiede un salto nel buio, un vero e proprio sacrificio dell'intelletto e della ragione. Occorre lasciarsi stupire dal mistero di Cristo, affinché possiamo penetrarlo, con un atto di devozione e silenzio. La teologia insegna che il cristianesimo è un avvenimento, ossia capire e scoprire all'interno della mia storia, la presenza di Cristo Salvatore. Allora possiamo comprendere, come la razionalizzazione della fede diventa uno dei modi attraverso cui si esprime il cristianesimo borghese, asservito ormai alle istanze del potere e del sapere che la modernità ha prodotto. «Stupore scrive - Karl Barth - ha a che fare con miracolo. Ma non ci aiuta nemmeno dire che chi si dedica alla teologia si imbatte dal primo all'ultimo passo nel "miracolo", cioè nell'evento della presenza e dell'azione di ciò che è essenzialmente incoordinabile. La teologia non è soltanto, ma necessariamente è anche la logica del miracolo. Se si vergognasse di non poter classificare in alcun modo il proprio oggetto, se si rifiutasse di porsi il problema che le incombe proprio a motivo dell'inclassificabilità del suo oggetto, non sarebbe più teologia».

## Cos'è la teologia della comunicazione?
In accordo con quanto detto fin qui, la teologia della comunicazione è un discorso sulla comunicazione nel suo rapporto con Dio o con l'esperienza religiosa. È un discorso sulla comunicazione nella prospettiva di Dio, della fede, della rivelazione. Questa è la prospettiva che rende veramente teologico il discorso sulla comunicazione.
La teologia della comunicazione può essere catalogata, conseguentemente, in una serie di teologie applicate che sono sorte nella seconda metà del XX secolo. Più concretamente, a partire dal Concilio Vaticano II è prosperata la cosiddetta teologia delle realtà terrene.
L'obiettivo della teologia della comunicazione consiste nell'analizzare e nel valutare il fenomeno della comunicazione alla luce della fede, della rivelazione: in relazione con Dio. La teologia della comunicazione abbraccia due aspetti complementari: quello discendente e quello ascendente. Il discorso teologico discendente assume, come punto di partenza, alcuni presupposti teologici per illuminare e comprendere il valore e il significato teologico della comunicazione. È un discorso sulla comunicazione umana a partire da Dio e dalla sua rivelazione. Il discorso teologico ascendente prende come punto di partenza l'esperienza umana della comunicazione, per approfondire e comprendere meglio alcune affermazioni centrali della teologia. È un discorso su Dio a partire dall'esperienza e dalla pratica della comunicazione umana.